# Uranio-235
L'uranio-235, spesso indicato con il simbolo 235U, è l'isotopo dell'uranio con numero di massa pari a 235. Poiché il numero di massa è la somma del numero di protoni e del numero di neutroni nel nucleo, l'235U, essendo numero atomico 92, ha 143 neutroni. Questo isotopo è stato scoperto nel 1935 da Arthur Jeffrey Dempster.

## Presenza in natura
Esso è presente in natura con un'abbondanza all'incirca di 0,7% (l'isotopo più abbondante dell'uranio è infatti quello di massa 238). L'interesse per l'235U risiede nel fatto che esso è in pratica il solo isotopo fissile presente in natura; esso, cioè, ha una elevata probabilità di subire fissione se bombardato con neutroni termici e la sua fissione è accompagnata dall'emissione di un numero di neutroni sufficiente a sostenere una reazione a catena. 

## Utilizzo nucleare
Poiché d'altra parte il 238U ha una elevata probabilità di catturare neutroni, l'uranio naturale raramente può essere utilizzato in un reattore nucleare, se non in un'unità ad acqua pesante; affinché la reazione a catena rimanga al livello "critico" è dunque preferibile che venga utilizzato combustibile arricchito, ossia con una maggiore percentuale dell'isotopo di massa 235 rispetto all'uranio naturale. L'uranio residuo alla fine del processo di arricchimento viene detto impoverito, in quanto contiene una percentuale di 235U inferiore a quella dell'uranio naturale.